# Conxita Grangé i Beleta
Conxita Grangé i Beleta, també coneguda com Conchita Ramos (Espui, 6 d'agost de 1925 - Tolosa de Llenguadoc, 27 d'agost de 2019) va ser una activista antifeixista catalano-francesa que va lluitar a la resistència francesa contra els nazis durant la Segona Guerra Mundial i va sobreviure al camp de concentració de Ravensbrück; en va ser l'última catalana supervivent.

## Biografia

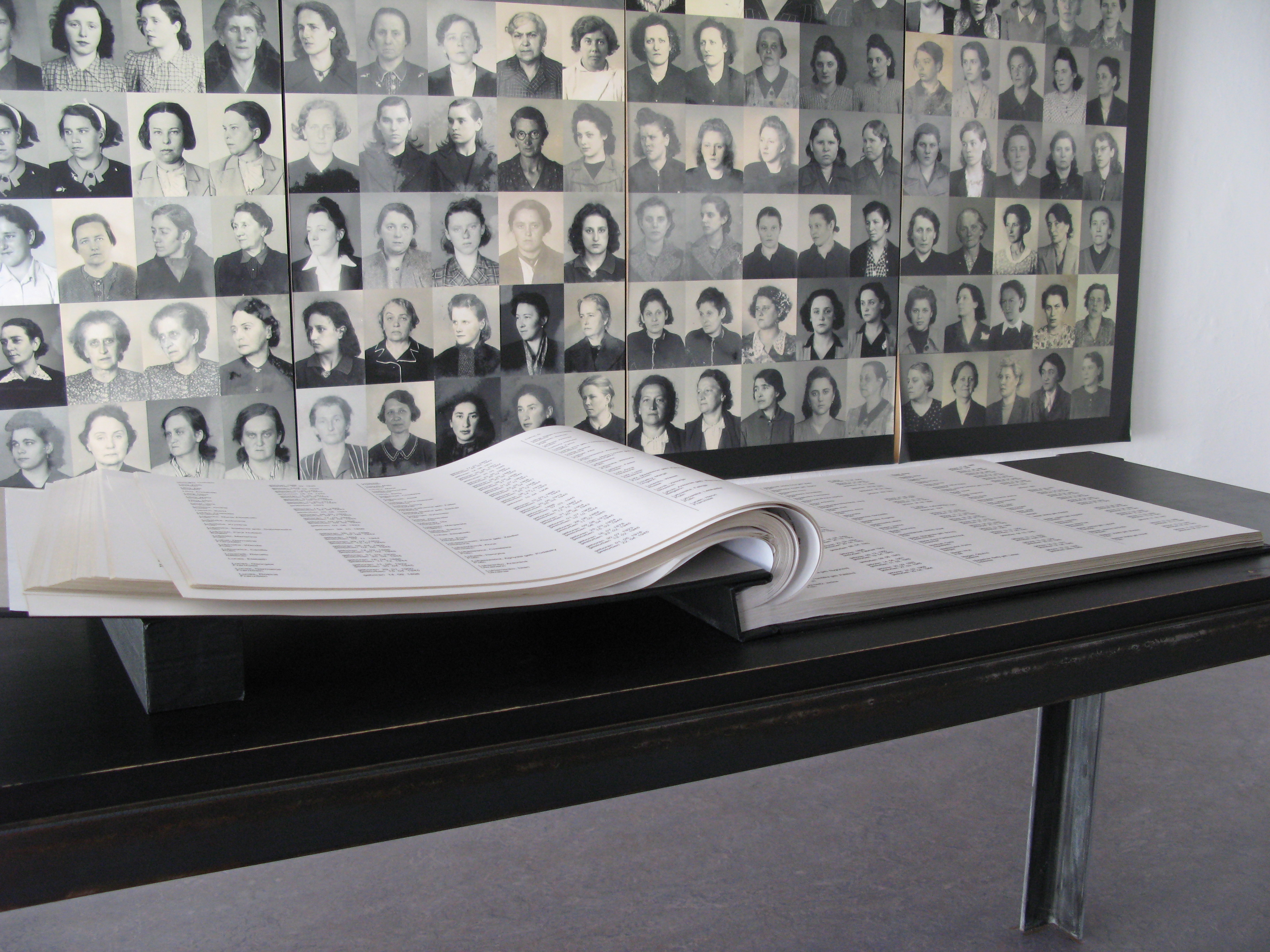
Sala d'exposicions a l'antic camp de concentració de Ravensbrück

Conxita Grangé va néixer el 6 d'agost de 1925 al poble d'Espui (avui en dia, integrat al municipi de la Torre de Cabdella, Pallars Jussà). Va ser la cinquena dels vuit fills del matrimoni format per Josep Grangé i Maria Beleta. Abans de complir els dos anys, a causa d'una malaltia de la seva mare, va anar a viure amb els seus oncles materns Jaume Beleta i Elvira Ibarz i la seva cosina Maria Castelló a Tolosa de Llenguadoc. Amb l'esclat de la Guerra Civil Espanyola (1936), la família Beleta-Ibarz va traslladar-se a Catalunya per lluitar al costat de la Segona República. Jaume Beleta va treballar en la construcció d'aeròdroms militars fins que la derrota del bàndol republicà va obligar-lo a tornar a França. Conxita Grangé, la seva tia i la seva cosina, per la seva banda, van ser enviades a Pas de Calais (Alts de França), fins que les van autoritzar a tornar al sud de França i temps després es varen traslladar a viure a Gudàs, al departament d'Arieja.
Durant la Segona Guerra Mundial el seu oncle, Jaume Beleta, va participar en els moviments de resistència als nazis fins que va ser descobert i va haver de fugir a Andorra. Llavors, Conxita Grangé va incorporar-se a la resistència francesa junt a la seva tia i la seva cosina. Més endavant, al maig de 1944, va ser detinguda per la Milícia Francesa i lliurada a la Gestapo que la va torturar a Foix i a Tolosa. Va ser deportada al camp de concentració de Ravensbrück, on va arribar el mes de setembre a bord de l'anomenat "tren fantasma". Va ser alliberada per les tropes soviètiques mentre participava en una marxa de la mort l'abril de 1945.
Després de l'alliberament va ser repatriada a França i va retornar a Tolosa de Llenguadoc. L'any 1946 es va casar amb Josep Ramos Bosch, a qui coneixia de la seva etapa de guerriller. Conxita Grangé va rebre nombroses distincions per part de la República Francesa, entre elles la Legió d'Honor i la Medalla de la Resistència.
El 2019, després de la mort de Neus Català, es va convertir en la darrera supervivent catalana dels camps de concentració nazis, fet que li va valer per primer cop certa atenció mediàtica i el primer homenatge a Catalunya celebrat a la Central de Capdella el 26 de juliol de 2019, al qual Grangé no va poder assistir per motius de salut. Un mes després d'aquest homenatge, el 27 d'agost, va morir a l'edat de noranta-quatre anys. El funeral va tenir lloc el 4 de setembre al crematori de Tolosa de Llenguadoc (municipi de Còrnabarriu). La Consellera de Justícia, Ester Capella va assistir-hi en representació del Govern de Catalunya. El dia 7 de setembre, el Memorial Democràtic i l'Ajuntament de la Pobla de Segur van organitzar un acte commemoratiu a la Pobla de Segur, sota el títol «Històries de vida de l'antifeixisme, l'exili i la deportació», que traçava la trajectòria de vida de Conxita Grangé i Josep Cubiló, ambdós deportats originaris del Pallars.
El Govern de Catalunya va organitzar diverses activitats a Catalunya i a Tolosa de Llenguadoc per celebrar, el 2025, el centenari del naixement de Conxita Grangé. L'acte central es va convocar per al 9 d'agost al Museu Hidroelèctric de Capdella.